# Edward O. Wilson

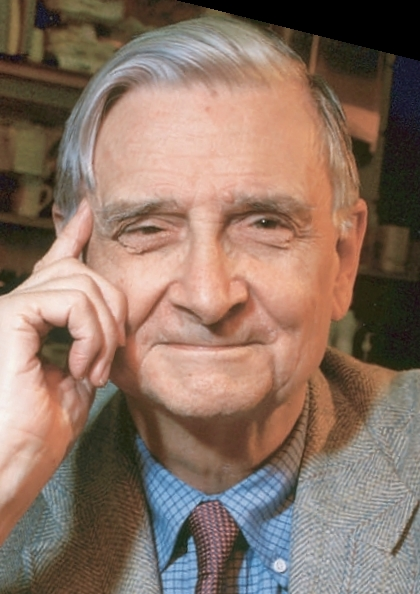
E. O. Wilson (2003)

Edward Osborne Wilson, bekannt als E. O. Wilson (* 10. Juni 1929 in Birmingham, Alabama; † 26. Dezember 2021 in Burlington, Massachusetts), war ein US-amerikanischer Insektenkundler und Biologe, der durch seine Beiträge zur Evolutionstheorie und Soziobiologie bekannt wurde. Wilsons ursprüngliches Spezialgebiet waren Ameisen, insbesondere ihre Kommunikation mittels Pheromonen.

## Werdegang
Wilson, Sohn von Edward und Inez Wilson, wuchs nach der Scheidung seiner Eltern 1936 bei seinem Vater und der Stiefmutter auf, mit wechselnden Wohnorten zwischen Washington, D.C. und Mobile. Als siebenjähriger Junge verletzte sich Wilson bei einem Angelunfall am rechten Auge. Da er nur noch auf dem linken Auge sehen konnte und sich damit am besten auf Details im Nahbereich fokussieren konnte, spezialisierte er sein naturkundliches Interesse auf die Sammlung und Untersuchung von Insekten. Bereits vor seinem High-School-Abschluss (1946) legte sich Wilson darauf fest, Ameisen zu untersuchen, und tatsächlich veröffentlichte er drei Jahre später an der University of Alabama seine erste wissenschaftliche Studie über Feuerameisen.
1955 wurde er an der Harvard University im Fachgebiet Biologie promoviert und wurde schließlich in Harvard Professor für Zoologie (1964–1976). Seine Feldforschungen machten ihn auch zu einem Experten auf dem Gebiet der Biogeographie.
In Zusammenarbeit mit Robert H. MacArthur entwickelte Wilson 1963 in einem Aufsatz und 1967 in The Theory of Island Biogeography (vgl. Inselbiogeographie) die erste Theorie, die das Gleichgewicht der Arten in der Natur beschrieb. 1971 veröffentlichte er mit The Insect Societies einen umfassenden Überblick zu sozialen Insekten. 1975 prägte er in Sociobiology: The New Synthesis den Begriff Soziobiologie. Im Jahr 1977 wurde er zum Mitglied der Leopoldina gewählt. 1996 zählte ihn das Nachrichtenmagazin TIME zu den 25 einflussreichsten Personen Nordamerikas.
1959 wurde er in die American Academy of Arts and Sciences und 1969 in die National Academy of Sciences gewählt. Edward O. Wilson ist eine von nur zwei Personen, die sowohl die höchste US-amerikanische Auszeichnung für Wissenschaftler erhielten (die National Medal of Science, 1976) als auch, und dies gleich zweifach, den renommiertesten Literaturpreis seines Landes, den Pulitzer-Preis, für die Sachbücher On Human Nature (1979) und The Ants (1991). Die American Philosophical Society, in die er 1976 aufgenommen wurde, zeichnete ihn 1998 mit ihrer Benjamin Franklin Medal aus. 2007 bekam er die Addison Emery Verrill Medaille, die höchste Auszeichnung des Peabody-Museums für Naturkunde an der Yale University, 2010 den BBVA Foundation Frontiers of Knowledge Award. 2012 erhielt Wilson den International Cosmos Prize. Die soziale Eroberung der Erde erhielt 2013 die Auszeichnung Wissensbuch des Jahres. Ab 1990 war er auswärtiges Mitglied der Finnischen Akademie der Wissenschaften. 2014 wurde er Ehrendoktor der Carl von Ossietzky-Universität Oldenburg. Wilson starb im Dezember 2021 im Alter von 92 Jahren.

## Forschungsthemen
Wilsons Forschungsinteresse lag vor allem in den evolutionären Ursachen von Sozialverhalten, insbesondere bei sozialen Insekten. Dabei wurde er nicht vor allem aufgrund seiner eigenen empirischen Forschungsergebnisse und seiner wissenschaftlichen Beiträge, sondern durch zahlreiche, oft hoch kontrovers diskutierte Sachbücher zu seinen Forschungsthemen bekannt.
Sein 1971 erschienenes Werk The Insect Societies war für die Untersuchung sozialer Insekten, insbesondere der hoch organisierten Insektenstaaten, für Jahrzehnte das grundlegende Standardwerk. Wilsons besonderes Interesse galt dabei den Ameisen. Gemeinsam mit Bert Hölldobler veröffentlichte er dazu 1990 The Ants, bis heute das Standardwerk über diese Tiergruppe, das zusätzlich zu seinem wissenschaftlichen Einfluss als Sachbuch den Pulitzer-Preis gewann. In seinem Buch Sociobiology: The New Synthesis erweiterte er seine eigene Darstellung aus The Insect Societies, indem er sie um Ergebnisse anderer Forscher bei Wirbeltieren ergänzte. Der durch das Werk popularisierte Begriff „Soziobiologie“ wurde danach für die gesamte Forschungsrichtung übernommen.

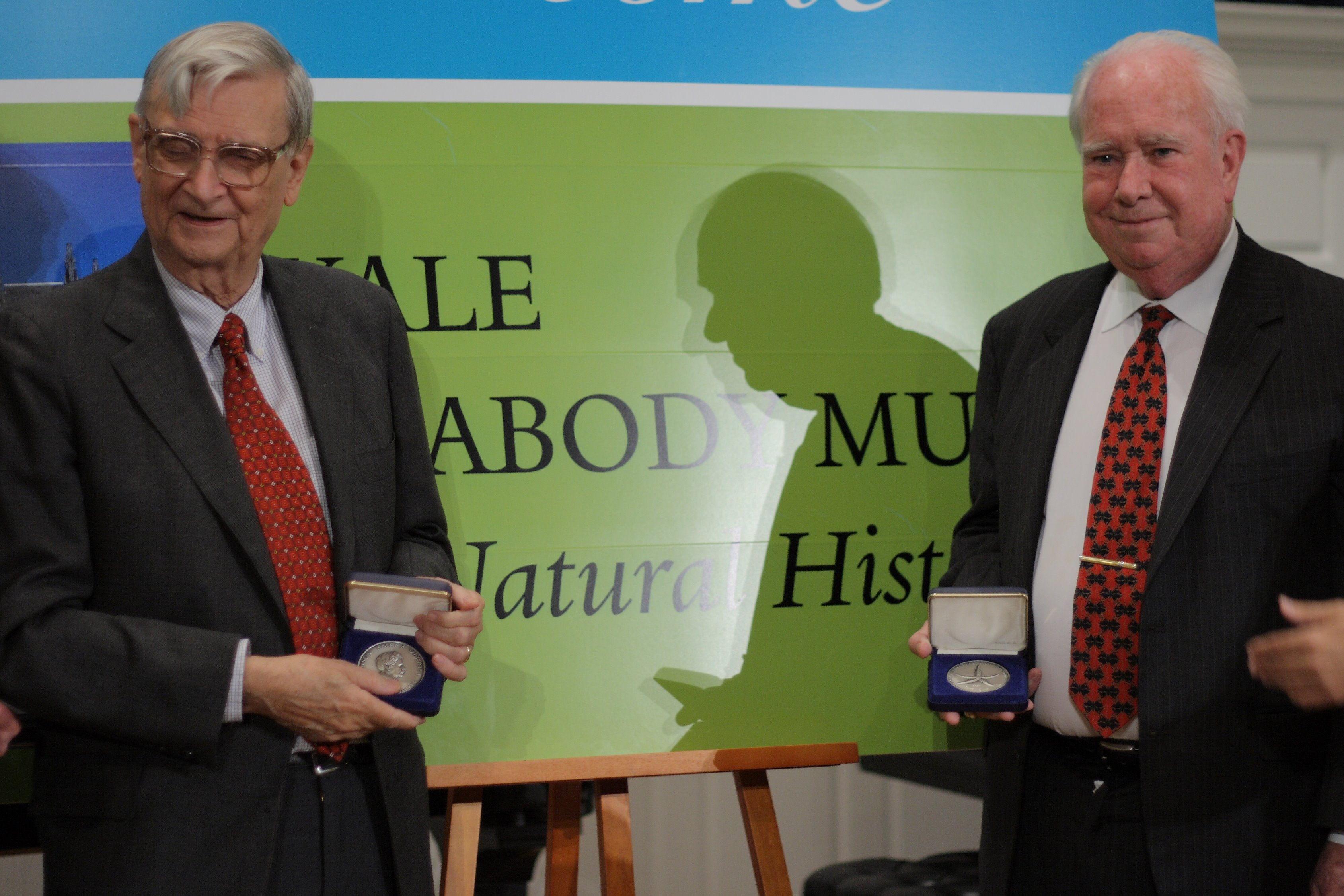
Edward O. Wilson bekommt zusammen mit Peter Hamilton Raven die Addison Emery Verrill Medaille.

Seine Thesen zum Wechselspiel zwischen Evolution und sozialen Verhaltensweisen bei Tieren und Menschen waren sowohl einflussreich als auch umstritten. Insbesondere das letzte Kapitel, in dem er seine Überlegungen auf den Menschen und sein Verhalten anwandte, hat zu andauernder und intensiver Kritik geführt. Dies galt noch mehr für das 1978 erschienene Sachbuch On Human Nature, in dem Wilson seine Thesen speziell auf das menschliche Verhalten anwandte. Wilsons sehr umstrittener Deutung zufolge ist der Begriff des „eusozialen“ Verhaltens, von Fachkollegen vor allem für soziale Arthropoden und als einziges Wirbeltier beim Nacktmull verwendet, in übertragener Form auch auf den Menschen anwendbar.
Bereits in The Insect Societies vertrat Wilson die Ansicht, dass in der Evolution Gene und nicht Individuen im Mittelpunkt der Betrachtung stehen sollten. Dieses Thema wurde von Richard Dawkins in seinem Buch The Selfish Gene detailliert betrachtet und popularisiert. Dawkins bezog sich dabei allerdings nicht auf Wilson und verwendete auch den von ihm geprägten Begriff Soziobiologie nicht.
Ein weiteres Arbeitsgebiet Wilsons war das Massenaussterben vieler Arten in der Erdgeschichte. In Diversity of Life argumentierte er, dass die Menschheit durch die Zerstörung der Umwelt derzeit ein sechstes Massensterben einleite. Er sprach sich entschieden gegen die Vorstellung aus, dass der Schutz einiger Gebiete ausreiche, das Netz von untereinander abhängigen Arten zu erhalten. Für seine Ideen und Beiträge auf diesem Gebiet wurde er auch „Vater der Biodiversität“ genannt.
Mit der von ihm 1984 formulierten Biophilie-Hypothese ist die Grundlage für eine anthropozentrische Umwelt- und Naturschutzethik gegeben, die aus dem Eigeninteresse des Menschen heraus die biologische Vielfalt bewahren möchte. Wilson gilt als Begründer des Begriffes Biodiversity. W. G. Rosen verwandte den Begriff 1985 im Namen einer Konferenz des US-amerikanischen National Research Council (NRC) mit dem Titel National Forum on Biological Diversity (durchgeführt 1986). 1988 griff Wilson den Begriff auf und nutzte ihn als Titel seines Buches Biodiversity. In ihm wurden die theoretischen Grundlagen der heutigen Erforschung der biologischen Vielfalt gelegt.
2007 war er einer der Initiatoren der Encyclopedia of Life, einer Internet-Enzyklopädie, in der Informationen über 1,8 Millionen Lebewesen gespeichert werden sollen. In diesem Jahr wurde er auch für sein Lebenswerk mit dem Premi Internacional Catalunya ausgezeichnet.
Wilson erschütterte in späteren Jahren die Fachwelt, indem er sich nach einer zunehmend kontroversen sowohl wissenschaftlichen wie auch öffentlichen Debatte zur Soziobiologie in einem spektakulären Schritt von der Soziobiologie distanzierte und seine früheren Schriften dazu teilweise widerrief. Gemeinsam mit seinem Namensvetter David Sloan Wilson brachte er anstelle der in der Soziobiologie oft als grundlegend betrachteten Verwandtenselektion mit der Multilevel-Selektion ein Modell ins Spiel, welches das vorher oft als grundlegend diskreditiert angesehene Modell der Gruppenselektion rehabilitierte.  Mit den Biomathematikern Martin Nowak und Corina Tarnita etablierte er ein neues Modell der Gruppenselektion. Obwohl ihm viele Forscher in seiner grundlegenden Kritik, die zeitgleich von anderen Wissenschaftlern vertreten wurde, gefolgt sind, wurde das neue mathematische Modell von seinen Fachkollegen, darunter auch bekannten Kritikern der Soziobiologie, überwiegend und in seltener Einmütigkeit zurückgewiesen.

## Kritik und Rezeption
Nach seinem Buch Sociobiology. The New Synthesis von 1975, in dem er mittels der Soziobiologie versuchte das Sozialverhalten von sowohl Ameisen als auch Menschen zu erklären, wurden einigen Thesen von Wilson von Kritikern aus der akademischen Linken eine zu große Nähe zu Rassismus, Sexismus und Sozialdarwinismus vorgeworfen. In einem Brief, unterschrieben etwa von Stephen Jay Gould und Richard Lewontin, wurde beurteilt, dass Wilson zwar wissenschaftlicher arbeite als seine, auch von ihm kritisierten, Vorgänger mit ähnlichen Ansichten, er aber einen biologischen Determinismus vertrete, wonach natürliche Selektion und Gene die menschliche Gesellschaften, Verhaltensweisen und Probleme bestimmen. Zwar haben laut den Unterzeichnern des Briefes genetische Komponenten eine Rolle beim menschlichen Verhalten, aber durch sie komplexe menschliche Gesellschaften zu erklären, sei unwissenschaftlich. Wilson selbst war zumindest der Ansicht, dass „moralisches Denken auf jeder Ebene naturwissenschaftlich erklärbar“ sei. Eine positivere Besprechung des Buches in der New York Times wandte ein, dass Wilson nicht vorgebe, dass menschliches Verhalten alleine durch Gene erklärbar und somit auch nach Ansicht von Wilson die menschliche Gesellschaft veränderbar sei.
Die politische Rechte in den USA positionierte sich gegen Wilson, weil er „hysterisch“ vor Artenschwund und Umweltzerstörung gewarnt habe.
Zu den Befürwortern von Wilsons 2016 aufgeworfener Half-Earth-These zur großflächigen Einrichtung globaler Naturschutzkorridore gehört unter anderem Kim Stanley Robinson, der den Ansatz in seinem Roman Das Ministerium für die Zukunft ausgestaltete. Das Konzept wurde 2022 von Drew Pendergrass (Harvard University) und Troy Vettese (European University Institute) aufgegriffen und weiterentwickelt.
Zu Ehren von Wilson wurde 2005 die E.O. Wilson Biodiversity Foundation mit Sitz in Durham (North Carolina) gegründet. Inspiriert von Wilsons 2016 herausgegebenem Buch Half-Earth (deutsch: Die Hälfte der Erde) setzt sie sich im Half Earth Project für den Erhalt der Biosphäre ein.

## Dedikationsnamen
Andre Moncrieff und seine Kollegen benannten im Jahr 2018 den Blauband-Ameisenvogel (Myrmoderus eowilsoni) nach Wilson. Ara Monadjem und seine Kollegen benannten im Jahr 2020 die Fledermausart Miniopterus wilsoni zu Ehren von Edward O. Wilson.

## Schriften (Auswahl)

### Wissenschaftliche Veröffentlichungen
- mit Robert H. MacArthur: The Theory of Island Biogeography. Princeton University Press, Princeton 1967, zuletzt Princeton University Press,  Princeton 2001, ISBN 0-691-08836-5.
  - Biogeographie der Inseln. Goldmann, München 1971, ISBN 3-442-55014-9.
- Insect Societies. 1971.
- Sociobiology. The New Synthesis. Cambridge 1975.
- On Human Nature. 1978 (mit dem Pulitzer-Preis ausgezeichnet); überarbeitete Auflage. Harvard University Press, 2004, ISBN 0-674-01638-6.
  - Biologie als Schicksal. Die soziobiologischen Grundlagen des menschlichen Verhaltens. Ullstein, München 1980, ISBN 3-550-07684-3.
- mit Charles J. Lumsden: Genes, Mind and Culture. Cambridge 1981.
- Promethean Fire. 1983.
  - Das Feuer des Prometheus. Wie das menschliche Denken entstand. Mit einem Vorwort von Wolfgang Wickler. (Aus dem Amerikanischen von Hans Jürgen Baron von Koskull. Ill. von Whitney Powell). Piper, München 1984, ISBN 3-492-02870-5.
- Biophilia. 1984.
- mit Frances M. Peter (Hrsg.): Biodiversity. National Academy Press, 1988, ISBN 0-309-03739-5.
- mit Bert Hölldobler: The Ants. 1990. (mit dem Pulitzerpreis ausgezeichnet)
  - Ameisen. Birkhäuser Verlag, Basel 1995, ISBN 3-7643-5152-7.
- The Diversity of Life. Harvard University Press, 1992, ISBN 0-674-21298-3.
- mit Bert Hölldobler: Journey to the Ants: A Story of Scientific Exploration. Harvard University Press, 1994, ISBN 0-674-48525-4.
  - Überarbeitete und erweiterte Fassung als: Auf den Spuren der Ameisen – die Entdeckung einer faszinierenden Welt. Springer, Berlin u. a. 2016, ISBN 978-3-662-48406-7.
- In search of nature. 1996.
  - Darwins Würfel. Claassen, München 2000, ISBN 3-546-00225-3.
- Consilience: The Unity of Knowledge. 1998.
  - Die Einheit des Wissens. Siedler, Berlin 1998. (Goldmann, München 2000, ISBN 3-442-15079-5)
- The Future of Life. 2002.
  - Die Zukunft des Lebens. Siedler, Berlin 2002; Goldmann, München 2004, ISBN 3-442-15282-8.
- The Creation: An Appeal to Save Life on Earth. 2006.
- mit Bert Hölldobler: Der Superorganismus. Der Erfolg von Ameisen, Bienen, Wespen und Termiten. Springer-Verlag, Berlin / Heidelberg 2010, ISBN 978-3-540-93766-1.
- The Social Conquest of Earth. W. W. Norton & Company, 2012, ISBN 978-0-87140-413-8.
  - Die soziale Eroberung der Erde: Eine biologische Geschichte des Menschen. C. H. Beck, 2013, ISBN 978-3-406-64530-3.
- Letters to a Young Scientist. W. W. Norton & Company, 2013, ISBN 978-0-87140-377-3.
- The Meaning of Human Existence. Liveright, 2014, ISBN 978-0-87140-100-7.
  - Der Sinn des menschlichen Lebens. C. H. Beck, München 2015, ISBN 978-3-406-68170-7.
- Half-Earth. Our Planet’s Fight for Life. Liveright Publishing Cooperation, 2016, ISBN 978-1-63149-082-8.
  - Die Hälfte der Erde. Ein Planet kämpft um sein Leben. Aus dem Englischen von Elsbeth Ranke. C. H. Beck, München 2016, ISBN 978-3-406-69785-2.
- Genesis: The Deep Origin of Societies. Liveright, 2019, ISBN 978-1-63149-554-0.

### Autobiographien
- In the Queendom of the Ants: A Brief Autobiography. In: Donald A. Dewsbury: Studying Animal Behavior. Autobiographies of the Founders. Chicago University Press, Chicago und London 1985, ISBN 0-226-14410-0, S. 464–484. Autobiografischer Artikel 1985.
- Naturalist. Island Press, Washington DC, 1994 1995
  - Des Lebens ganze Fülle. Eine Liebeserklärung an die Wunder der Natur. Claassen, München 1999, ISBN 3-546-00159-1.

### Romane
- Anthill. A Novel. W. W. Norton & Co, New York City 2010, ISBN 978-0-393-07119-1.

## Nachrufe
- Darwin hatte die Ameisen noch nicht auf der Rechnung. (Memento vom 3. Januar 2022 im Internet Archive). Nachruf von Joachim Müller-Jung, im Original publiziert auf faz.net vom  27. Dezember 2021.
- Edward Wilson und Thomas Lovejoy gestorben: Zwei, die sich um die Vielfalt des Lebens verdient machten. Auf: spiegel.de vom 28. Dezember 2021, Volltext.
- Edward O. Wilson † – Das ganz große Krabbeln. Von Michael Pilz. Auf: welt.de vom 28. Dezember, Volltext.
- Rassismus? Von alten Gräben und einer neu entflammte Debatte um den verstorbenen Harvard-Biologen E. O. Wilson. Von Axel Meyer. In: Frankfurter Allgemeine Zeitung vom 12. Januar 2022.

## Belege
1. ↑  E.O. Wilson, a Pioneer of Evolutionary Biology, Dies at 92. (Memento vom 27. Dezember 2021 im Internet Archive). Im Original publiziert auf nytimes.com vom 27. Dezember 2021.
2. 1 2  Reiner Klingholz: Edward O. Wilson. Der sanfte Provokateur. In: Geo-Magazin. Oktober 1998, S. 90–96.
3. ↑  Mitgliedseintrag von Edward O. Wilson bei der Deutschen Akademie der Naturforscher Leopoldina, abgerufen am 24. Mai 2022.
4. ↑  Member History: Edward O. Wilson. American Philosophical Society, abgerufen am 24. Mai 2022 (englisch, mit biographischen Anmerkungen).
5. ↑  Cosmos Prize: The Prizewinner 2012. Auf: expo-cosmos.or.jp, zuletzt abgerufen am 24. Mai 2022.
6. ↑  Edward O. Wilson, Frances M. Peter (Hrsg.): Biodiversity. National Academy Press, 1988, ISBN 0-309-03783-2, ISBN 0-309-03739-5 (Taschenbuch).
7. ↑  2007. Edward O. Wilson. Abgerufen am 31. Mai 2023 (britisches Englisch).
8. ↑  David Sloan Wilson, Edward O. Wilson: Rethinking the theoretical foundation of sociobiology. In: Quarterly Review of Biology. Band 82, Nr. 4, 2007, S. 327–348.
9. ↑  Martin A. Nowak, Corina E. Tarnita, Edward O. Wilson: The evolution of eusociality. In: Nature. Band 466, 2010, S. 1057–1162, with 2 supplements.
10. ↑  Patrick Abbot et al.: Inclusive fitness theory and eusociality. In: Nature. Band 471, 2011, S. E1–E10, doi:10.1038/nature09831.
11. ↑  Ed Douglas: The Guardian Profile: Edward O. Wilson. In: The Guardian. 17. Februar 2001.
12. ↑  Elizabeth Allen, Barbara Beckwith, Jon Beckwith, Steven Chorover, David Culver et al.: Against "Sociobiology". In: nybooks.com November 13, 1975 issue. 21. November 2015, abgerufen am 25. September 2022 (englisch).
13. ↑  Edward O. Wilson: Die Einheit des Wissens. Siedler, Berlin 1998, S. 317–332.
14. ↑  Boyce Rensberger: The Basic Elements of the Arguments Are Not New (Published 1975). In: nytimes.com. 9. November 1975, abgerufen am 25. September 2022 (englisch).
15. ↑  Kim Stanley Robinson: Empty half the Earth of its humans. It's the only way to save the planet. In: The Guardian. 20. März 2018, abgerufen am 11. Juni 2022 (englisch).
16. ↑  Kim Stanley Robinson: Das Ministerium für die Zukunft. Deutsche Erstausgabe Auflage. München 2021, ISBN 978-3-453-32170-0.
17. ↑  Troy Vettese: Half-earth socialism : a plan to save the future from extinction, climate change, and pandemics. Verso, London 2022, ISBN 978-1-83976-031-0.
18. ↑  Foundation History, E.O.Wilson Biodiversity Foundation.
19. ↑  Andre E. Moncrieff, Oscar Johnson, Daniel Franklin Lane, Josh R. Beck, Fernando Angulo, Jesse Fagan: A new species of antbird (Passeriformes: Thamnophilidae) from the Cordillera Azul, San Martin, Peru. In: The Auk. Band 135, Nr. 1, 2018, S. 114–126. doi:10.1642/AUK-17-97.1
20. ↑  Ara Monadjem, Jen Guyton, Piotr Naskrecki, Leigh R. Richards, Anna S. Kropff, Desire L. Dalton: Cryptic Diversity in the Genus Miniopterus with the Description of A New Species from southern Africa. In: Acta Chiropterologica. Band 22, Nr. 1, 2020, S. 1–19. doi:10.3161/15081109ACC2020.22.1.001

| Personendaten    | Personendaten                                              |
| ---------------- | ---------------------------------------------------------- |
| NAME             | Wilson, Edward O.                                          |
| ALTERNATIVNAMEN  | Wilson, Edward Osborne (vollständiger Name); Wilson, E. O. |
| KURZBESCHREIBUNG | US-amerikanischer Entomologe, Biologe und Autor            |
| GEBURTSDATUM     | 10. Juni 1929                                              |
| GEBURTSORT       | Birmingham, Alabama                                        |
| STERBEDATUM      | 26. Dezember 2021                                          |
| STERBEORT        | Burlington, Massachusetts                                  |